# Lac de Fondi
Pour les articles homonymes, voir Fondi (homonymie).
Le lac de Fondi, en italien lago di Fondi, en latin, lacus Fundanus ou lacus Amyclanus, est un lac côtier dans la province de Latina en Italie. 
Le lac est situé sur le territoire de la municipalité du même nom. Il a la forme d'une faucille, avec ses sommets face à la mer, dont il est à quelques kilomètres. Il a une profondeur moyenne de 9,1 m avec des fonds de plus de 21 m. 